# Synagoga w Bieżuniu
Synagoga w Bieżuniu – synagoga znajdująca się w Bieżuniu, przy ulicy Mławskiej, w pobliżu rynku, nad rzeką Wkrą.

## Opis
Murowana synagoga w stylu mauretańskim została wybudowana w 1904, na miejscu starej, drewnianej bożnicy. Zbudowano ją na planie prostokąta. Mieściła jedną salę modlitwy z wbudowaną galerią dla kobiet (tzw. babiniec). Przypuszcza się, że autorem projektu był architekt powiatu mławskiego Zygmunt Kmita, któremu przypisuje się również projekt synagogi w Radzanowie.
Podczas II wojny światowej, jesienią 1939, hitlerowcy zdewastowali synagogę i urządzili w niej magazyn zboża. W latach 70. XX w. budynek przebudowano dostosowując go na potrzeby otwartego w 1977 kina „Kalina”. Obecnie znajduje się w nim Miejski Ośrodek Kultury.
Obok budynku synagogi funkcjonował dom studiów religijnych (tzw. Bet midrasz), w którym w latach 1912–1917 mieściła się żydowska szkoła (zmodyfikowany cheder) „Podstawy Tory”. Po zamknięciu tej szkoły jej pomieszczenia zostały przeznaczone na siedzibę Banku Ludowego, sekretariat gminy żydowskiej (tzw. Kahał) i siedzibę działaczy Funduszu Narodowego. W budynku tym obecnie mieści się sklep.